# Bo Döös
Bo Rikard Döös, född 20 februari 1922 i Stockholm, död där 12 januari 2010, var en svensk meteorolog. Han var son till filmproducenten Torsten Ohlson.
Döös var aktivt engagerad i ett projekt som ledde fram till världens första operationella numeriska väderleksprognos, vilken beräknades den 24 mars 1954 med hjälp av datorn BESK (Binär Elektronisk Sekvens Kalkylator). Han var professor på Meteorologiska institutionen på Stockholms universitet fram till 1970. Mellan åren 1971 och 1982 var han direktör för GARP (Global Atmospheric Research Program). Ett ambitiöst internationellt projekt genomfört av World Meteorological Organization och The International Council of Scientific Unions.  
Döös var ledamot av Kungliga Vetenskapsakademien. Han är begravd på Bromma kyrkogård.